# Ambient Senses 2 : The Feeling
Ambient Senses 2 : The Feeling est une compilation d'ambient, sortie en 1994 sur le label Jumpin & Pumpin. Regroupant des morceaux rares ou inédits d'artistes de musique électronique, elle s'inscrit comme la seconde compilation Ambient Senses dans une série de trois.

## Liste des titres
| 1.    | Underground (Ambient Mix) | The Irresistible Force | 7:52 |
| 2.    | My Travels                | Kenny Larkin           | 7:12 |
| 3.    | Naiad                     | Ken Ishii              | 7:37 |
| 4.    | Lean On Me                | Moby                   | 3:54 |
| 5.    | The Listening             | Optic Eye              | 7:19 |
| 6.    | Path                      | El Mal                 | 7:39 |
| 7.    | Moist Moss                | Locust                 | 6:59 |
| 8.    | Stoned                    | Golden Claw Musics     | 7:10 |
| 9.    | A. M.                     | Wagon Christ           | 9:03 |
| 10.   | Manuel Versus The Apaches | Deep Secret            | 9:28 |
| 61:14 |                           |                        |      |